# العلاقات الإثيوبية النيكاراغوية
العلاقات الإثيوبية النيكاراغوية هي العلاقات الثنائية التي تجمع بين إثيوبيا ونيكاراغوا.

## مقارنة بين البلدين
هذه مقارنة عامة ومرجعية للدولتين:
| وجه المقارنة                                              | إثيوبيا                        | نيكاراغوا        |
| --------------------------------------------------------- | ------------------------------ | ---------------- |
| المساحة (كم2)                                             | 1.10 مليون                     | 130.38 ألف       |
| عدد السكان (نسمة)                                         | 104.96 مليون                   | 6.22 مليون       |
| الكثافة السكانية (ن./كم²)                                 | 95.42                          | 47.71            |
| العاصمة                                                   | أديس أبابا                     | ماناغوا          |
| اللغة الرسمية                                             | اللغة الأمهرية                 | اللغة الإسبانية  |
| العملة                                                    | بير إثيوبي                     | كوردبا نيكاراغوا |
| الناتج المحلي الإجمالي (بليون دولار)                      | 80.56 مليار                    | 13.81 مليار      |
| الناتج المحلي الإجمالي (تعادل القوة الشرائية) بليون دولار | 161.90 مليار                   | 31.63 مليار      |
| الناتج المحلي الإجمالي الاسمي للفرد دولار أمريكي          | 619                            | 2.09 ألف         |
| الناتج المحلي الإجمالي للفرد دولار أمريكي                 | 1.50 ألف                       | 4.92 ألف         |
| مؤشر التنمية البشرية                                      | 0.442                          | 0.631            |
| رمز المكالمات الدولي                                      | +251                           | +505             |
| رمز الإنترنت                                              | .et                            | .ni              |
| المنطقة الزمنية                                           | ت ع م+03:00، توقيت شرق أفريقيا | 00               |

## منظمات دولية مشتركة
يشترك البلدان في عضوية مجموعة من المنظمات الدولية، منها:
| علم المنظمة | اسم المنظمة                        | تاريخ انضمام إثيوبيا | تاريخ انضمام نيكاراغوا |
| ----------- | ---------------------------------- | -------------------- | ---------------------- |
|             | الاتحاد البريدي العالمي            | ?                    | ?                      |
|             | مؤسسة التنمية الدولية              | 11 أبريل 1961        | 30 ديسمبر 1960         |
|             | منظمة حظر الأسلحة الكيميائية       | ?                    | ?                      |
|             | الأمم المتحدة                      | 13 نوفمبر 1945       | 24 أكتوبر 1945         |
|             | وكالة ضمان الاستثمار متعدد الأطراف | 13 أغسطس 1991        | 12 يونيو 1992          |
|             | منظمة الشرطة الجنائية الدولية      | ?                    | ?                      |
|             | مؤسسة التمويل الدولية              | 20 يوليو 1956        | 20 يوليو 1956          |
|             | البنك الدولي للإنشاء والتعمير      | 27 ديسمبر 1945       | 14 مارس 1946           |
|             | الاتحاد الدولي للاتصالات           | 20 فبراير 1932       | 12 مايو 1926           |
|             | يونسكو                             | 1 يوليو 1955         | 22 فبراير 1952         |

## وصلات خارجية
- موقع وزارة الخارجية الإثيوبية
- موقع وزارة الخارجية النيكاراغوية